# Bokel (Halle)
Bokel ist ein Ortsteil von Halle (Westf.) im nordrhein-westfälischen Kreis Gütersloh. Die überwiegend ländliche Gegend mit der in den 1970er Jahren erbauten Bokler-Siedlung liegt im Südwesten der Stadt Halle.

## Geschichte
Bis zur Franzosenzeit war Bokel eine Bauerschaft in der Vogtei Halle im Amt Ravensberg der Grafschaft Ravensberg. Von 1807 bis 1810 gehörte Bokel zum Kanton Halle des Königreichs Westphalen und von 1811 bis 1813 zum Kanton Brockhagen des Königreichs. 1816 kam die Gemeinde Bokel zum Kreis Halle der preußischen Provinz Westfalen, in dem sie zum Amt Halle gehörte. Am 1. Januar 1973 wurde Bokel durch das Bielefeld-Gesetz nach Halle eingemeindet. Bei Bokel liegt das Schloss Tatenhausen, dessen Orangerie nach Plänen von Johann Conrad Schlaun erbaut wurde. Von 1810 bis 1813 lebte in dem Schloss der Hainbund-Dichter Friedrich Leopold zu Stolberg-Stolberg.

## Einwohnerentwicklung
Nachfolgend dargestellt ist die Einwohnerentwicklung von Bokel in der Zeit als selbständige Gemeinde im Kreis Halle (Westf.). In der Tabelle werden auch die Einwohnerzahlen von 1970 (Volkszählungsergebnis) und 1972 sowie des Ortsteils Bokel (Angaben seit 2011) angegeben.

Bevölkerungsentwicklung in Bokel
zwischen 1817 und 1965

| Jahr | Einwohner |
| ---- | --------- |
| 1799 | 487       |
| 1817 | 502       |
| 1900 | 462       |
| 1939 | 472       |
| 1946 | 760       |
| 1961 | 833       |
| 1965 | 946       |
| 1970 | 940       |
| 1972 | 979       |
| 2011 | 829       |
| 2019 | 777       |
| 2022 | 789       |